# Joseph Thürmer

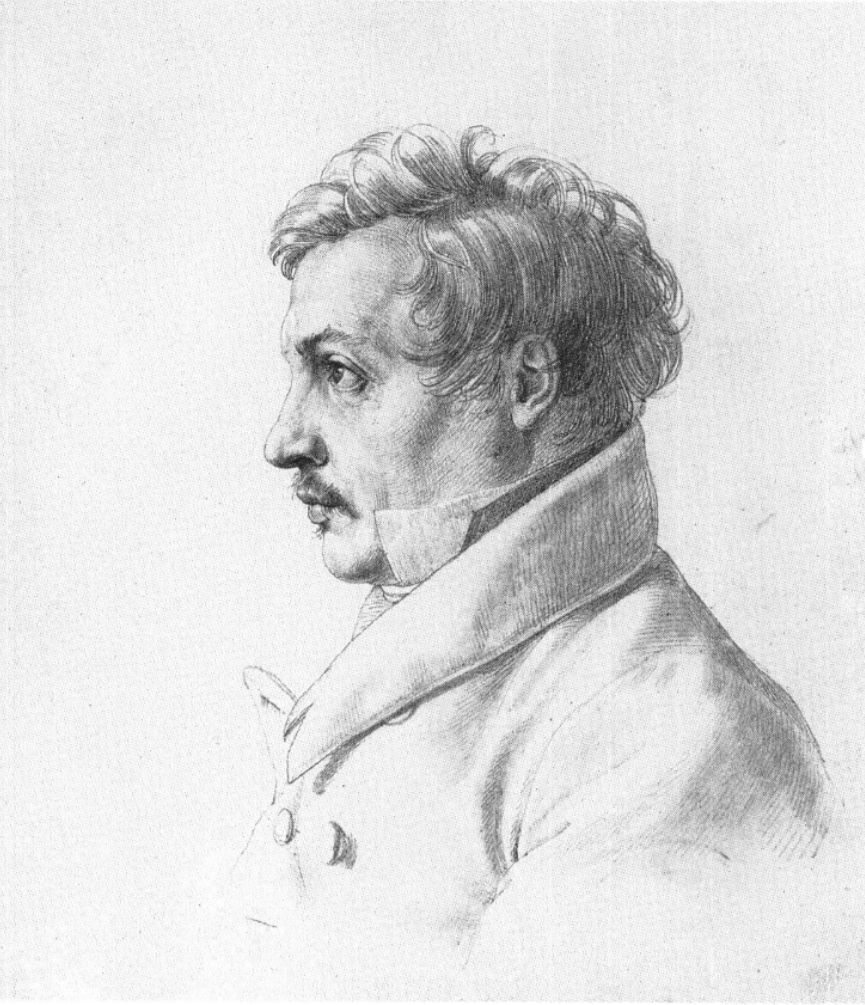
Daniel Albert Freudweiler – Bildnis Joseph Thürmer

Joseph Thürmer (* 3. November 1789 in München; † 13. November 1833 ebenda) war ein deutscher Architekt, Zeichner und Radierer.
Er war Schüler von Karl von Fischer in München.
Zahlreiche Reisen und Wanderungen führten ihn nach Speyer, Worms, Bamberg und Nürnberg sowie ins Ausland u. a. nach Venedig, Rom und Athen. Zahlreiche Studien, Entwürfe und Radierungen entstanden und wurden bekannt. Ab etwa 1822 wandte er sich der Architektur zu, ein Engagement in Bayern hat er sich wohl selbst verscherzt.
Ab 1827 war er Professor an der Akademie in Dresden, hier war auch seine Haupttätigkeit:
- Im Jahr 1830 entwarf er das Palais Lüttichau.
- Von 1831 bis 1833 leitete er die Bauausführung der Altstädter Wache nach Plänen von Karl Friedrich Schinkel.
- Zwischen 1830 und 1832 gestaltete Thürmer die Schauseite des Königlichen Marstalls und leitete die Erweiterung des Baus nach der Stallstraße.
- Im Jahr 1832 erbaute er die Schöne Höhe, das Belvedere zu Dittersbach.
- Von 1830 bis 1832 leitete er die Bauausführung bei der Neugestaltung der Fassade des Postgebäudes zwischen Post- und Antonsplatz nach Plänen von Geutebrück.[1]

1833 starb Thürmer auf einer Reise nach München an einem Lungenleiden.